# Ottaviano Diodati
Ottaviano Diodati (Lucca, 5 ottobre 1716 – Lucca, 18 settembre 1786) è stato un letterato, editore e architetto italiano.
Esponente dell'Illuminismo lucchese, è stato l'estensore della prima edizione italiana dell'Encyclopédie di Diderot e D'Alembert (1758). Si è occupato anche di teatro e di architettura.

## Biografia
Sull'esempio del padre Lorenzo, che fu anziano dodici volte tra il 1715 e il 1769 e sette volte gonfaloniere dal 1734 al 1767, nonché ambasciatore a Firenze negli anni difficili della successione medicea e in missione diplomatica a Napoli (1737-38), anche Ottaviano Diodati, compiuti gli studi a Modena, dopo un tentativo (1738) di entrare al servizio di Carlo di Borbone, inizia il Cursus honorum proprio dei rampolli delle famiglie di governo della Repubblica lucchese, ricoprendo la carica di anziano nel marzo-aprile 1744, nel gennaio-febbraio 1746, nel novembre-dicembre 1749 e nel marzo-aprile del 1752. La sua carriera viene però presto stroncata - con la conseguente espulsione dalle file del patriziato - per il suo matrimonio men che "borghese" con una donna del piccolo centro di Gragnano, nel contado lucchese, Maria Felice, figlia del chirurgo Giovanni Marcucci.
Imprigionato per qualche tempo per percosse al suocero, mentre la Marcucci veniva chiusa in un conservatorio, il Diodati è costretto persino, durante il lungo conflitto con il proprio padre, contrario al matrimonio, a cercar rifugio, agli inizi del 1751, nel convento carmelitano lucchese di S. Piercigoli.
Emancipato poi dal padre, ma inabilitato alle cariche politiche della Repubblica aristocratica lucchese, si occupa della riedizione a Lucca dell'Encyclopédie di Diderot e D'Alembert.
Come architetto, nel 1751 presenta un progetto per la costruzione della reggia di Caserta, che fu poi affidata al Vanvitelli, e successivamente si occupa della progettazione a Lucca del teatro del Castiglioncello per l'Accademia "Magis viget" e, a Collodi, della Palazzina d'Estate e del parco della villa Garzoni dagli straordinari effetti scenografici (1785-86).

## L'edizione lucchese dell'Encyclopédie

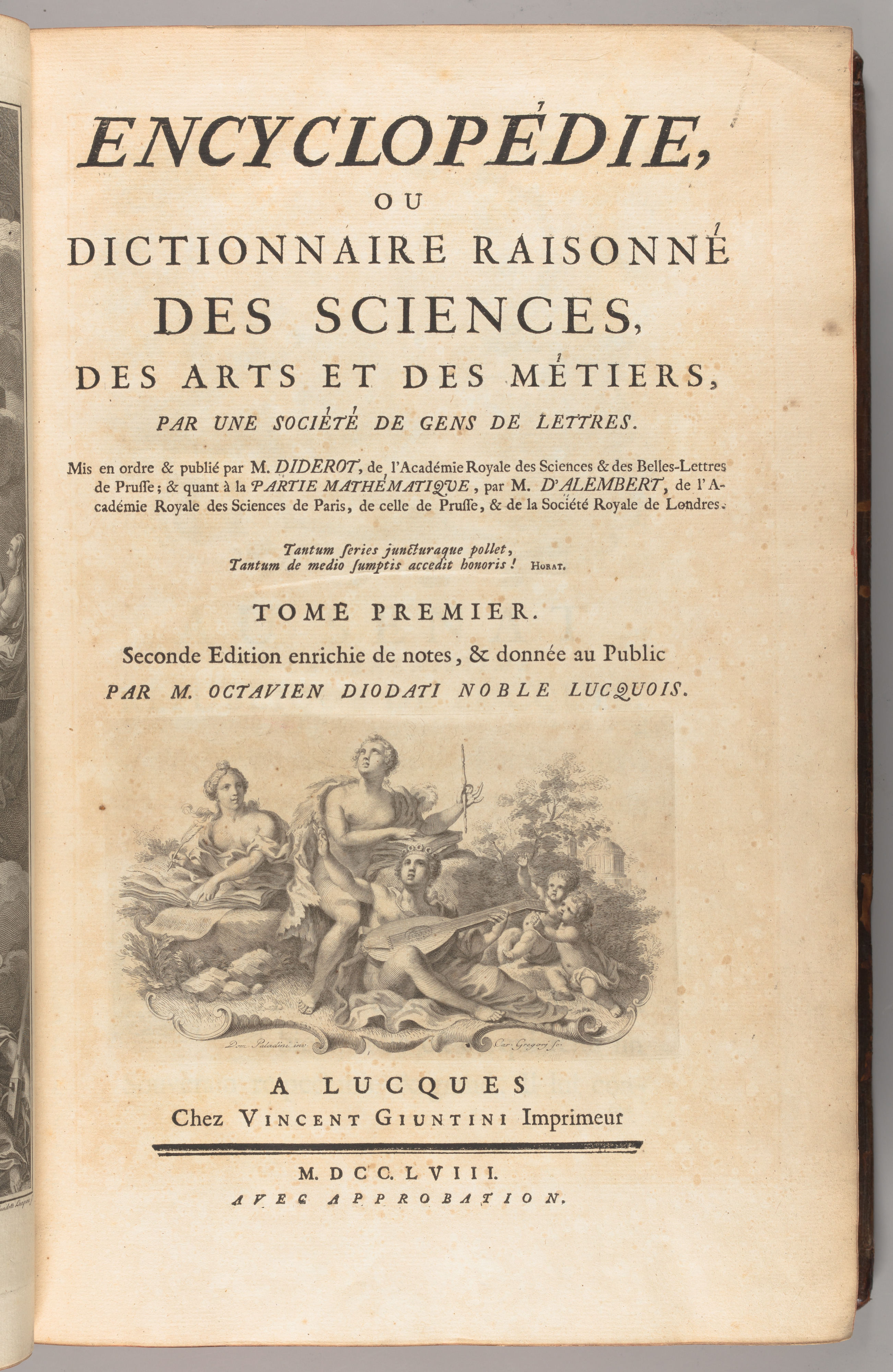
Frontespizio del primo tomo dell'Encyclopédie, ou Dictionnaire raisonné des sciences, des arts et des métiers, par une société de gens de lettres, pubblicato a Lucca a cura di Ottaviano Diodati nel 1758

Il 15 marzo 1756 Diodati conclude con il direttore della Stamperia lucchese Giuntini il contratto per una edizione dell'Encyclopédie pubblicata dal 1751 da Diderot e d’Alembert; l'edizione lucchese dell'Encyclopédie fu pubblicata dallo stampatore Vincenzo Giuntini in 17 volumi, più altri 11 volumi di tavole. In realtà già nel contratto del 4 aprile 1756 Diodati appariva come il vero proprietario della stamperia Giuntini, e il medico Sebastiano Paoli appariva come direttore e deputato di una società per azioni anticipatrice dei capitali necessari per l'acquisto di nuovo macchinario e di più adeguate attrezzature. I primi due volumi vengono pubblicati nel 1758, ma, nonostante l'imprimatur precedentemente concesso da Papa Benedetto XIV, l'anno successivo, 1759, il libro è condannato dal Sant'Uffizio. Questo però non ferma la ristampa dell'enciclopedia, che invece continua clandestinamente fino al 1781.
Diodati partecipa al lavoro insieme con scienziati e studiosi come Filippo Venuti (archeologo) (1709 - 1769), prevosto di Livorno, membro dell'Accademia etrusca, fondata da lui e dai suoi fratelli nel 1726, e anche amico di Montesquieu, e Giovanni Domenico Mansi (1692 - 1769), che sarebbe diventato arcivescovo di Lucca, il cui ruolo di mediatore con la Santa Sede (in realtà è incaricato di scrivere annotazioni ortodosse per le voci più controverse al fine di eliminare termini ritenuti sovversivi e anticlericali), avrebbe dovuto garantire il lavoro.
Il nuovo Papa Clemente XIII, tuttavia, non è soddisfatto, quindi vieta al Mansi di partecipare ancora ai lavori, e, come già detto, condanna l'Encyclopédie (ma la collaborazione del Mansi continua sotto anonimato; infatti è a lui che si devono i passaggi originali dell'Elogio di Montesquieu per l'introduzione del volume V).
La nuova edizione di Lucca sotto la direzione del Diodati e l'edizione originale dell' Encyclopédie vengono pubblicate quasi simultaneamente: tuttavia entrambe le opere, anche se in concorrenza tra loro, trovano opportunità e pubblico diverso e riescono a coesistere in modo indipendente.